# Кастильбланко-де-лос-Арройос
Кастильбланко-де-лос-Арройос (ісп. Castilblanco de los Arroyos) — муніципалітет в Іспанії, у складі автономної спільноти Андалусія, у провінції Севілья. Населення — 5156 осіб (2010).
Муніципалітет розташований на відстані близько 360 км на південний захід від Мадрида, 30 км на північ від Севільї.

## Демографія
Динаміка населення (INE ):

## Галерея зображень

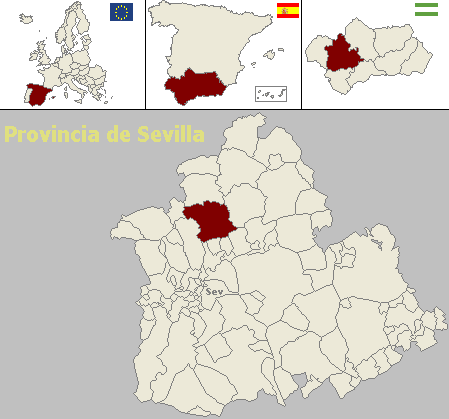
Розташування муніципалітету Кастильбланко-де-лос-Арройос у провінції Севілья